# Conservatorio Giuseppe Verdi (Como)

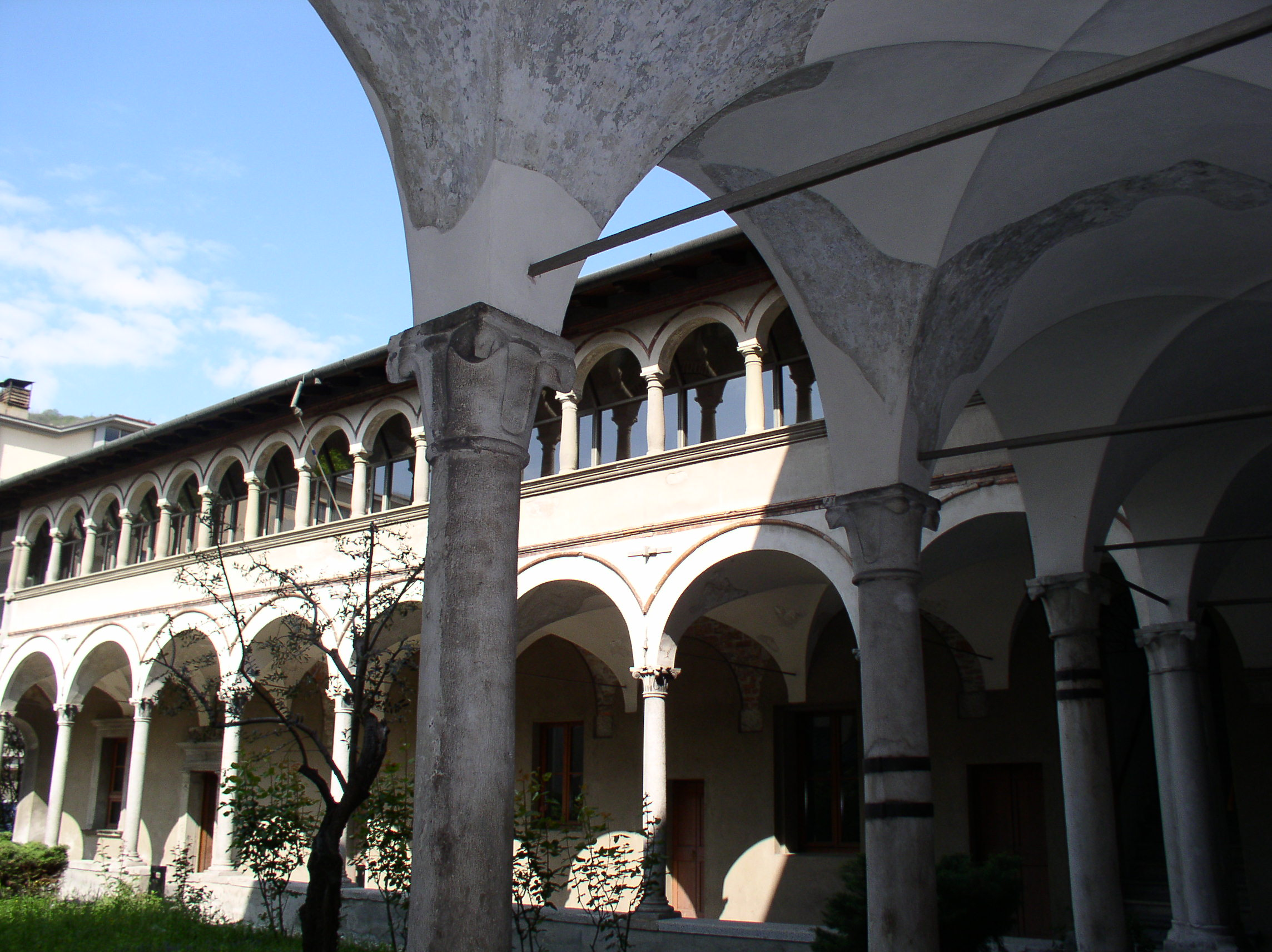
Conservatorio di Como, il "Chiostrino" o "Cortiletto delle monache"

Il Conservatorio Giuseppe Verdi è un conservatorio fondato a Como nel 1982; un ente d'alta formazione artistica, musicale e coreutica intitolato a Giuseppe Verdi.

## Storia
Il conservatorio di Como, istituito nel 1982 quale sede distaccata del conservatorio di Milano, ha acquisito autonomia giuridica dal 2 novembre 1996.
L'edificio che ospita il conservatorio fu in origine un ospedale; la sua costruzione risale alla seconda metà del Quattrocento (1468-1485). Dislocato fuori dalle mura cittadine, presso l'antico borgo di Porta Nuova, divenne in seguito via Cadorna. Inizialmente presentava una pianta a "T", con annesse due piccole chiese. Il vecchio ospedale — con rifacimenti e ampliamenti strutturali nel Settecento e nell'Ottocento — fu attivo fino all'inizio del Novecento. Il complesso fu destinato a caserma del Corpo dei vigili del fuoco fino al 1960; tra il 1971 ed il 1973 il Comune di Como avviò lavori di recupero della struttura per arrestarne il degrado, finché si giunse ad un accordo con il conservatorio di Milano per l'apertura della sua sede staccata.

## Struttura

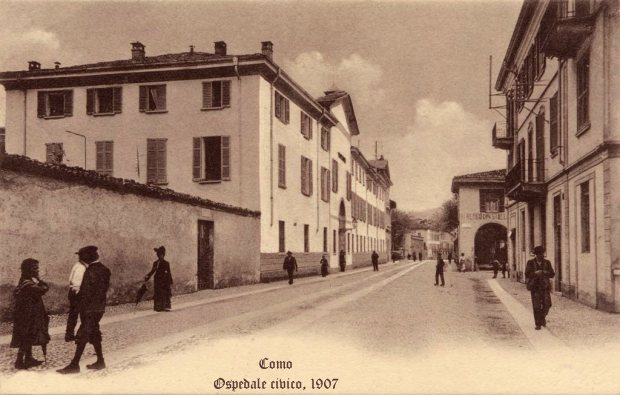
La facciata dell'Istituto musicale lariano (allora Ospedale Sant'Anna), come si presentava nel 1907

L'Istituto è organizzato in dieci dipartimenti:
- Canto e teatro musicale
- Composizione e direzione di coro
- Discipline della formazione musicale
- Jazz
- Musica elettronica
- Musica d'insieme e strumenti a percussione
- Strumenti ad arco e a corda
- Strumenti a fiato
- Strumenti a tastiera e arpa
- Tastiere storiche

### Organi a canne
Organo a cassapanca

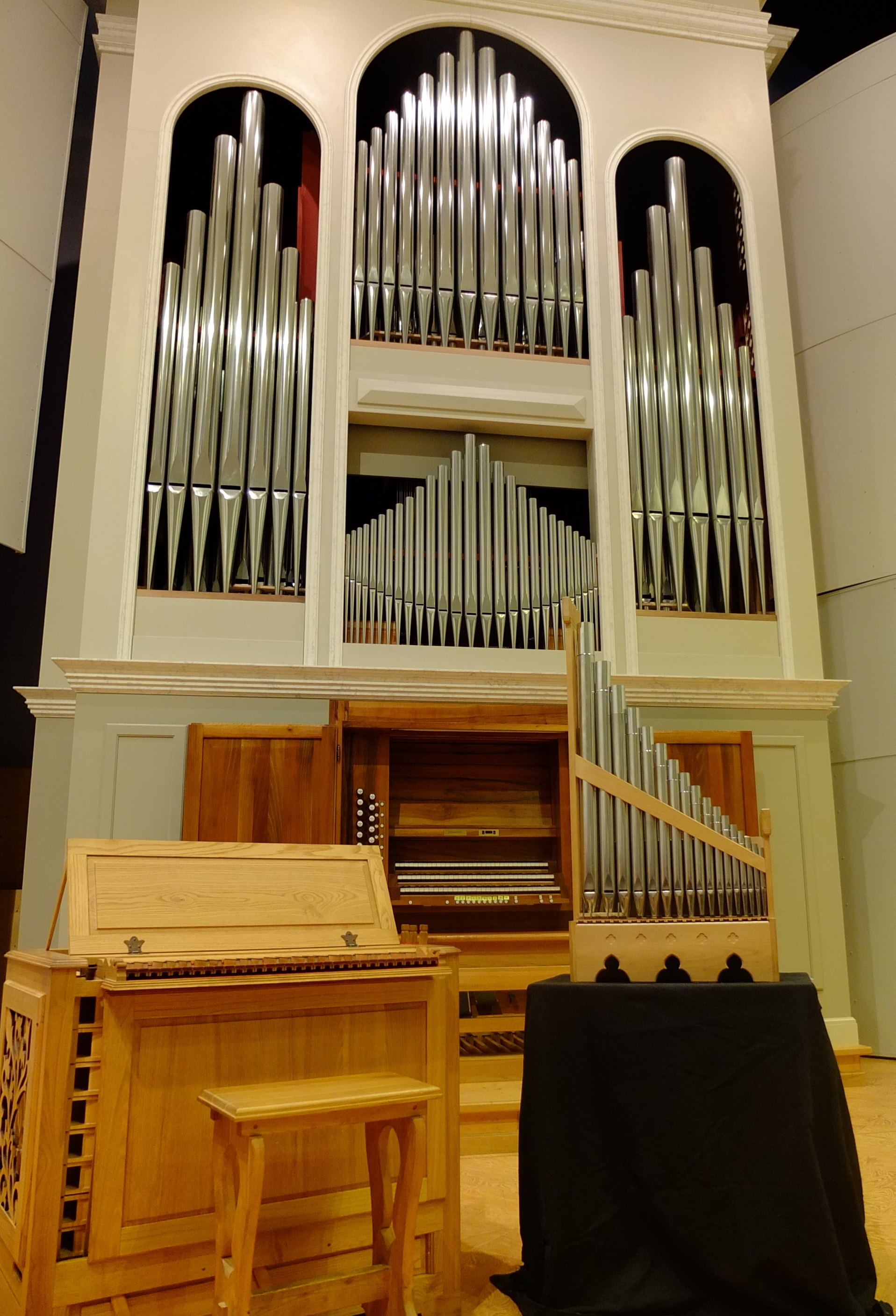
I tre organi a canne del Conservatorio di Como

Nell'auditorium del conservatorio si trova un organo a cassapanca costruito nel 2007 da Walter Chinaglia. Lo strumento, a trasmissione integralmente meccanica, ha un'unica tastiera di 54 note ed è sprovvisto di pedaliera..
Organo portativo
Il conservatorio possiede anche un piccolo organo portativo in sol, costruito da Walter Chinaglia nel 2009 ispirandosi all'iconografia medievale. Lo strumento ha un'unica tastiera di 34 note ed è alimentato da un piccolo mantice posizionato sulla parte posteriore dello strumento ed azionabile manualmente.
Organo Zanin
È stato inaugurato nel 2011, nel nuovo Salone dell'organo appositamente ristrutturato, il grande organo a tre manuali costruito dalla Premiata fabbrica organi Cav. Francesco Zanin di Gustavo Zanin di Codroipo. Lo strumento dispone di oltre duemila canne; di tre manuali a 58 note e pedaliera; di 33 registri reali; di 9.999 combinazioni aggiustabili con sequencer; di staffe per crescendo ed espressione al III manuale; di doppio sistema di trasmissione, meccanico ed elettrico.

### Biblioteca
Istituita nel 1997 la biblioteca del Conservatorio di Como è specializzata nel settore musicale e musicologico, il servizio di consultazione e prestiti è rivolto anche al pubblico esterno.
La biblioteca è depositaria di alcune donazioni, quali: i fondi "Mompellio" (letteratura musicologica), "Lupo" (musica vocale e repertorio flautistico), "Virgilio" e "Attilio Ranzato" (raccolta di partiture manoscritte e a stampa dei due compositori) e l'"Associazione Carducci di Como". Nel 2008 ha acquisito l'archivio musicale dell'orchestra stabile di Bergamo, comprendente materiale orchestrale (partiture e parti) del repertorio sinfonico classico-romantico; donazione nel 2011 della biblioteca specializzata del musicologo Roberto Zanetti.

## Direttori
- M.o Annibale Rebaudengo
- M.o Maria Rosaria Diaferia
- M.o Carlo Ballarini
- M.o Bruno Dal Bon
- M.o Luca Bassetto (1996-2008)
- M.o Bruno Raffaele Foti (2008-2014)
- M.o Carlo Balzaretti (2014-2020)
- M.o Vittorio Zago (dal 2020)

## Presidenti
- dott. Angelo Monti
- dott. Carlo Pedraglio
- dott. Stefano Rudilosso
- dott. Enzo Fiano
- dott.ssa Anna Veronelli